# 本結び

本結び

本結び（ほんむすび）とは、ロープや紐の端同士をつなげる結び方のひとつ。ほかにも横結び（よこむすび）、堅結び（かたむすび）、真結び（まむすび）、細結び（こまむすび）、まる結び、しめ結び、平結びといった別称がある。男結び、二重結びといわれることもあるが、これらはそれぞれ別の結び（男結び・二重止め結び）を表すこともある。
イギリス英語ではリーフ・ノット（Reef knot）、アメリカ英語ではスクウェア・ノット（Square knot）という。Reefとは風に当たる面積を抑えるために帆を縮めるという意味で、この作業を行うときに本結びが使われていた。スクウェア・ノットという名称は叶結びに対して用いられることもある。

## 結び方
本結びは次のようにして結ぶ（右図も参照）。

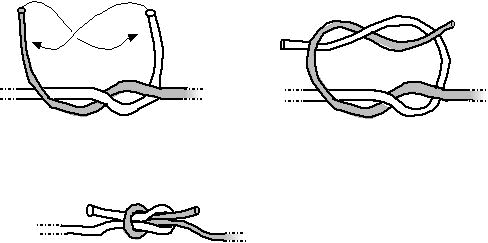
本結びの結び方

1. 2つの端を1回絡める（片端をもう片端に対してひと結びする）。
2. もういちど2つの端を絡めるが、1回目とは紐を絡める向きを逆にする。
3. 紐を引っ張って結び目を締める。

丈夫な本結びをつくるためには、1回目に紐を絡めたあと2回目に紐を絡めるまでの間に紐が緩んでしまわないようにする必要がある。そのため箱型のものを本結びで縛るときなどは、結びを箱の角の部分にあてるようにするとよい。

## 横結びと縦結び
「結び方」の節で説明したときのステップ2で紐の上下を誤ると、強度が低くもつれやすい縦結び（Granny knot）になってしまう。正しく本結び（横結び）をつくるためには、ステップ1で紐を絡めたあと、手前から出てきた端が手前に、奥から出てきた端が奥になるように絡めればよい。正しく結べたかどうかは、結び終わったあと、2つの動端の残りの紐の部分に対する向きで見分けることができる（平行なら横結び、垂直なら縦結びである）。
1本のロープの端と端を本結びする場合、ステップ1の段階でロープには止め結びができており、ステップ2でその上にさらに止め結びをつくっていることになるが、この2つの止め結びの向きが同じならば縦結び、異なれば横結びということになる。
位相幾何学の一分野である結び目理論では、横結びと縦結びが異なる結び目であることを数学的に明らかにすることができる。結び目理論では、横結びは「左手型三葉結び目と右手型三葉結び目を合成したもの」、縦結びは「左手型三葉結び目同士（または右手型三葉結び目同士）を合成したもの」と解釈できる（前者は非交代結び目、後者は交代結び目となる）。結び目理論では紐の両端を閉じて考えるため、本結びの図は下図のようになる。これらの2つの結びが異なるということ（つまり紐を切ったりせずに片方から他方に変形することはできないということ）は、符号数などの結び目不変量を使って示すことができる。
結び目理論においては、横結びは「交点数が最も少ない非交代結び目」という特徴を持っている。
また、ロープマジックやシルクマジックを演じる上で、ロープやシルク（絹製のハンカチ）を結ぶ際に横結びにするか縦結びにするかが重要になることがある。

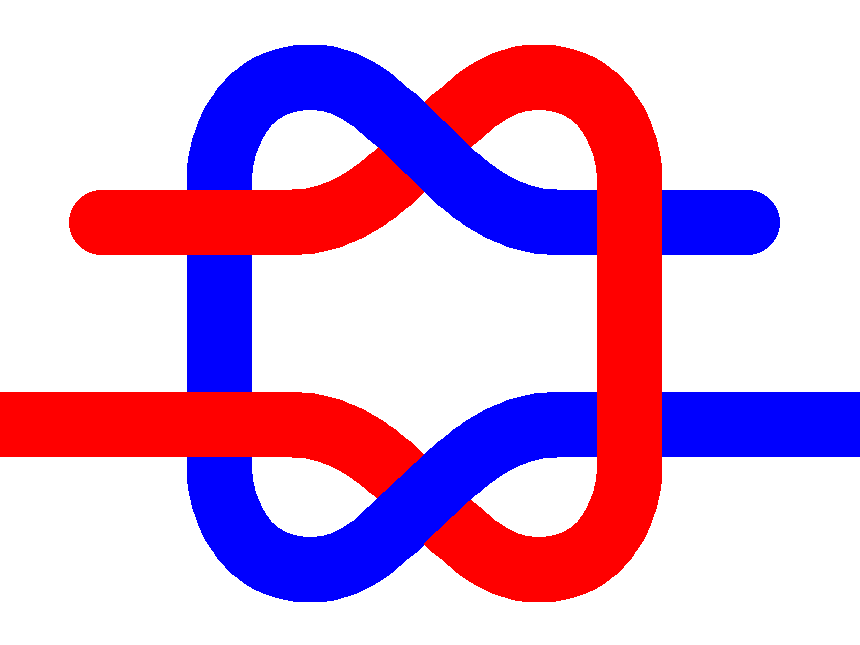
横結び
縦結び

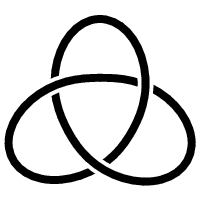
右手型三葉結び目
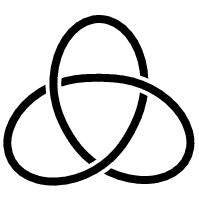
左手型三葉結び目
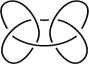
結び目理論における横結びの図

## 歴史

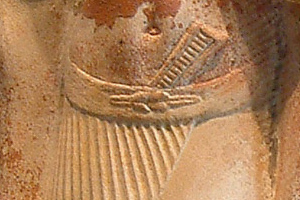
古代エジプトの像にみられる本結び。紀元前2350年頃。

本結びは新石器時代から使われていたとされる。古代ローマ時代には横結びと縦結びの違いや横結びの方が強度に優れることなども理解されており、また英雄ヘラクレスにちなんでヘラクレス結びという名前で子孫繁栄を願って腰紐に使われていた。ガイウス・プリニウス・セクンドゥスの著書『博物誌』では傷口を包帯で結ぶときに本結びを使うように指南している。

## 特徴・用途

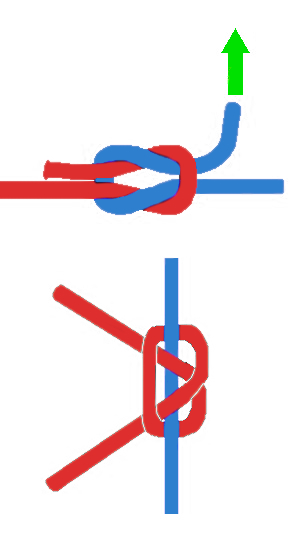
解き方

本結びはロープの端と端を結ぶ方法だが、主に1本のロープを端と端を結ぶことによってなにかを縛るために利用され、2本のロープの端同士を連結させるのにはあまり適さない。本結びで連結したロープの強度は同じ種類の1本のロープの強度の半分未満となってしまう。特に太さの異なるロープの連結や滑りやすい素材のロープ・太いロープを連結させるために用いるのは不適当である。
本結びで繋がれた2つのロープの片方のみに荷重がかかると外れやすく、事故の原因となっている。
本結びの具体的な使い方としては、
- 箱や新聞・雑誌の束をまとめて縛る[16][8]。
- ハンモックなどを編むときに使う[17]。
- 風呂敷を結ぶときに使う[18]。
- 穴の空いた小物に紐を通して本結びで輪にして首にかけられるようにする[19]。
- 快気祝い・結婚祝いなどのとき水引を結ぶために使う。このとき「2度と起こらないように」という意味で2つの端を放したままにする（結び切り）。[20]
- 三角巾を使った応急手当のときに使う[21]。
- ショールを結ぶのに使う（これはパーティー結びともいう）[22]。
- 1本のロープに対して両端を長めにとって本結びを何度も繰り返し施して縄梯子として使う[23]。

などが挙げられる。
額田巌の研究によると、日本全国で本結びは男結びについで2番目によく作業結びとして用いられているとされる。また、日本において犯罪で使われる結びについても、本結びは一重結びについで2番目によく用いられているとしている（全体の17%）。
本結びはきつく締めると解きにくくなるため、あとで解く必要がないときに多用される。あとで解く必要があるときは片花結びや花結びが使える。
きつく締まってしまった本結びを解く必要があるときは、片手で動端のうち一方を持ち、その動端と同じ側の残りのロープの部分をもう片方の手で持ち、それらを逆方向に引っ張ればよい（右図参照）。そうすると結び目はひばり結び状になるため、あとは結び目を移動させて動端を抜き取ることによって解くことができる。

## 関連する結び目
外科結び
ステップ1で1回余計に紐を絡めてつくる結び。より強度が高まる。
蝶結び
本結びの両側を引き解けの状態にした結び。片側だけを引き解けにした場合は片花結びとなる。